# Habitatge a la plaça de Fra Bernadí, 23 (Manlleu)
L'Habitatge a la plaça de Fra Bernadí, 23 és una obra de Manlleu (Osona) inclosa a l'Inventari del Patrimoni Arquitectònic de Catalunya.

## Descripció
Habitatge amb façana a la plaça de Fra Bernardí que consta de planta baixa i dues plantes pis. La planta baixa manté l'estructura dels arcs de la plaça i en les plantes pis s'hi distribueixen diverses obertures, que en la planta primera queden agrupades per un balcó continu, mentre que en la segona són independents. Les baranes són de ferro decorades amb motius geomètrics. Les obertures tenen llindes i brancals de pedra i a sobre de cada una hi ha un esgrafiat. Cada tram de façana queda remarcada per un marc de pedra.